# 奈良市立京西中学校
奈良市立京西中学校（ならしりつ けいせいちゅうがっこう）は、奈良県奈良市平松四丁目にある公立中学校。

## 沿革
- 1977年（昭和52年）4月1日 - 開校。
- 1978年（昭和53年）3月3日 - 開校式を挙行。

## 通学区域
- 奈良市立六条小学校通学区域、奈良市立伏見南小学校通学区域[1]

## 通学区域が隣接している学校
- 奈良市立富雄南中学校
- 奈良市立伏見中学校
- 奈良市立都跡中学校
- 大和郡山市立郡山中学校